# 銀冠玉
銀冠玉（學名：Lophophora fricii），俗稱無刺的仙人掌，是一種仙人掌科烏羽玉屬的觀賞植物，其頂端長有白色的毛，並在夏季開出桃紅色的花朵。

## 分類
銀冠玉的外表與烏羽玉近似，但兩者稍有不同，銀冠玉外表較白、不易長出側芽、球體通常更為扁平、花朵顏色為較深一些的桃紅、果實顏色為深紅色，此外銀冠玉是異花授粉的，而烏羽玉則可以自花授粉。有意見指銀冠玉及另外兩個同屬烏羽玉屬的物種（L. koehresii及L. alberto-vojtechii）應被視為獨立的物種，目前將銀冠玉視為烏羽玉或翠冠玉的一個變種的分類法都有，加上許多人擇結果的園藝種、三者彼此多次雜交授粉的後代，讓分類變得更加困難混亂，銀冠玉是否為獨立物種還需要更準確的分析及研究。

## 致幻性
與其他同屬物種一樣，銀冠玉含有可致幻的精神生物鹼麥司卡林，所以在中國大陸被禁止售賣及出入口；但在香港的花墟卻被當作觀賞植物來售賣。據香港《文匯報》向保安局查詢得到的回覆：（在香港）管有含「麥司卡林」的東西（包括植物），即管有危險藥物，已被納入《危險藥物條例》管制，管有者最重可囚7年及罰款100萬元。然而，儘管近年已多次有市民因為從香港攜帶銀冠玉往深圳而被拘留，市民不單未必清楚這條法例，就連香港的漁農自然護理處亦被指未有按法例而禁止商販入口這些植物。